# Acanthoscurria theraphosoides
Acanthoscurria theraphosoides är en spindelart som först beskrevs av Carl Ludwig Doleschall 1871.  Acanthoscurria theraphosoides ingår i släktet Acanthoscurria och familjen fågelspindlar. Inga underarter finns listade i Catalogue of Life.